# تكسومين ناجور اربيزو
تكسومين ناجور اربيزو (بالإسبانية: Txomin Nagore)‏ (26 أغسطس 1974 في إسبانيا - ) هو لاعب كرة قدم إسباني في مركز الوسط. لعب مع أتلتيك بيلباو وأتلتيكو مدريد وأوساسونا وريال مايوركا وسلتا فيغو ونادي ليفانتي ونادي ميرانديس ونومانسيا وأوساسونا ب وCD Iruña ‏.

## روابط خارجية
- تكسومين ناجور اربيزو على موقع قاعدة بيانات كرة القدم.إي يو (الإنجليزية)
- تكسومين ناجور اربيزو على موقع Soccerway.com (الإنجليزية)
- تكسومين ناجور اربيزو على موقع عالم كرة القدم.نت (الإنجليزية)
- تكسومين ناجور اربيزو على موقع AS.com (الإسبانية)